# エーレンガルト・メルジーネ・フォン・デア・シューレンブルク

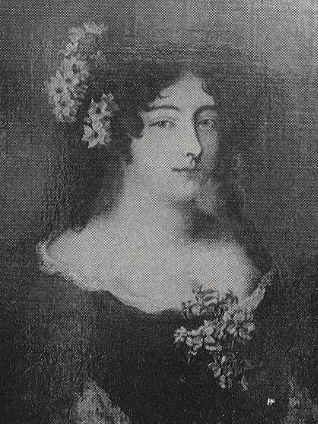
エーレンガルト・メルジーネ

ケンダル女公爵エーレンガルト・メルジーネ・フォン・デア・シューレンブルク（ドイツ語: Ehrengard Melusine von der Schulenburg, Duchess of Kendall, 1667年12月25日 – 1743年5月10日）は、イギリス王ジョージ1世（ドイツ語名ゲオルク・ルートヴィヒ）の愛妾。ドイツの貴族グスタフ・アドルフ・フォン・デア・シューレンブルクの娘でザクセン選帝侯領の将軍ヨハン・マティアス・フォン・デア・シューレンブルクの妹。

## 生涯
グスタフ・アドルフ・フォン・デア・シューレンブルク伯爵（1691年没）の娘として、1667年12月25日にエムデンで生まれた。ハノーファー選帝侯妃ゾフィーの侍女にとりたてられ、1690年に選帝侯世子ゲオルク・ルートヴィヒの愛妾となった。彼女は長身で非常に痩せており、ドイツでは『かかし』というあだ名がつけられていた。美貌の妃ゾフィー・ドロテアがいながら、ゲオルク・ルートヴィヒは全く妻を顧みず、愛妾を厚遇した。
1714年にゲオルク・ルートヴィヒがジョージ1世としてグレートブリテン国王に即位すると、ゲオルク・ルートヴィヒはメルジーネを連れてイングランドに渡った。1716年7月、ジョージ1世はメルジーネを1代限りのアイルランド貴族、マンスター女公爵、ダンガノン女侯爵、ダンドーク女男爵と称号を複数授けた。1719年3月にはグレートブリテン貴族として、ケンダル女公爵、フィヴァシャム女伯爵、グラストンベリ女男爵の称号を授けた。1723年には、神聖ローマ皇帝カール6世によりエーベルシュタイン公爵夫人とされた。この外国の称号を授けられた頃から、メルジーネはジョージ1世と秘密裡に結婚しているのではないかという噂が流れた。
ジョージ1世は1694年にゾフィー・ドロテアと離婚後、彼女を幽閉し続けていたため、メルジーネが実質的な王妃としてイギリス宮廷を牛耳った。金銭欲が強く、王に面会を求める貴族や商人からその都度紹介料を巻き上げた。首相ロバート・ウォルポールによれば、彼女は時には入札で王への面会者を選んだという。国民はメルジーネの長身をあてこすって「メイポール」（五月祭に掲げる高い柱）というあだ名をつけて呼んだ。1727年にジョージ1世が死去すると、彼女はミドルセックスにあるケンダル・ハウスという邸宅に住み、1743年5月10日に没した。

## 子女
いずれもジョージ1世との間に生んだ子供である。
- アンナ・ルイーゼ・ゾフィー・フォン・デア・シューレンブルク（1692年 – 1773年） - エルンスト・フォン・デム・ブッシェの妻。
- ペトロニラ・メルジーネ・フォン・デア・シューレンブルク（1693年 – 1778年） - ウォルシンガム女伯爵。第4代チェスターフィールド伯フィリップ・スタンホープの妻。
- マルガレーテ・ゲルトルート・フォン・デア・シューレンブルク（1701年 – 1726年） - シャウムブルク＝リッペ伯アルブレヒト・ヴォルフガング（英語版）の妻